# Tubercule mentonnier

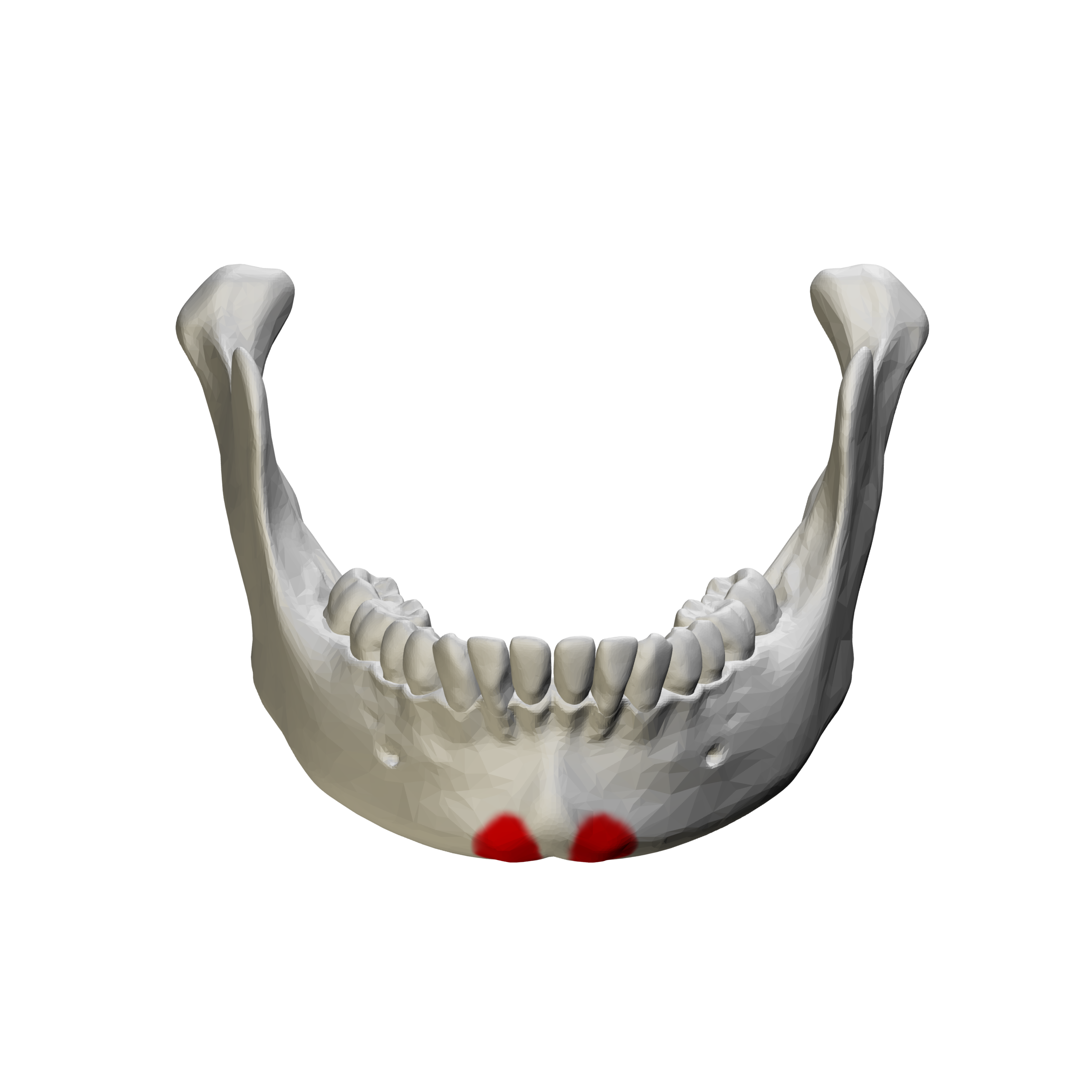
Tubercule mentonnier colorié en rouge

Le tubercule mentonnier est une petite saillie osseuse du mandibule qui prolonge de chaque côté la protubérance mentonnière.
Les deux tubercules mentonniers et la protubérance mentonnière médiale sont appelés collectivement le trigone mentonnier.